# Once in a LIVEtime
Once in a LIVEtime je dvostruko CD uživo izdanje američkog progresivnog metal sastava Dream Theater. To je ujedno i drugo uživo izdanje Dream Theatera koje se sastoji od većine pjesama s albuma Falling into Infinity. Album je snimljen 1998. godine u Bataclan kazalištu u glavnom gradu Francuske, Parizu.

## Popis pjesama

### CD 1
| Br. | Skladba                      | Tekstopisac    | Skladatelj                                 | Trajanje |
| --- | ---------------------------- | -------------- | ------------------------------------------ | -------- |
| 1.  | »The Crimson Sunrise«        | (instrumental) | Dream Theater                              | 3:56     |
| 2.  | »Innocence«                  | Mike Portnoy   | Dream Theater                              | 3:05     |
| 3.  | »Puppies on Acid«            | (instrumental) | Dream Theater                              | 1:24     |
| 4.  | »Just Let Me Breathe«        | Portnoy        | Dream Theater                              | 5:53     |
| 5.  | »Voices«                     | John Petrucci  | Dream Theater                              | 10:34    |
| 6.  | »Take the Time«              | Dream Theater  | Dream Theater                              | 12:20    |
| 7.  | »Derek Sherinian Piano Solo« | (instrumental) | Derek Sherinian                            | 1:54     |
| 8.  | »Lines in the Sand«          | Petrucci       | Dream Theater                              | 13:13    |
| 9.  | »Scarred«                    | Petrucci       | Dream Theater                              | 9:27     |
| 10. | »The Darkest of Winters«     | (instrumental) | Dream Theater                              | 3:17     |
| 11. | »Ytse Jam«                   | (instrumental) | Petrucci, John Myung, Kevin Moore, Portnoy | 4:09     |
| 12. | »Mike Portnoy Drum Solo«     | (instrumental) | Portnoy                                    | 6:59     |

### CD 2
| Br. | Skladba                                         | Tekstopisac            | Skladatelj    | Trajanje |
| --- | ----------------------------------------------- | ---------------------- | ------------- | -------- |
| 1.  | »Trial of Tears«                                | John Myung             | Dream Theater | 14:11    |
| 2.  | »Hollow Years«                                  | Petrucci               | Dream Theater | 7:01     |
| 3.  | »Take Away My Pain«                             | Petrucci               | Dream Theater | 6:16     |
| 4.  | »Caught in a Web«                               | James LaBrie, Petrucci | Dream Theater | 5:16     |
| 5.  | »Lie«                                           | Moore                  | Dream Theater | 6:45     |
| 6.  | »Peruvian Skies«                                | Petrucci               | Dream Theater | 7:50     |
| 7.  | »John Petrucci Guitar Solo«                     | (instrumental)         | Petrucci      | 8:06     |
| 8.  | »Pull Me Under«                                 | Moore                  | Dream Theater | 8:15     |
| 9.  | »Metropolis Pt. 1: The Miracle and the Sleeper« | Petrucci               | Dream Theater | 6:16     |
| 10. | »Learning to Live«                              | Myung                  | Dream Theater | 4:13     |
| 11. | »The Crimson Sunset«                            | Portnoy                | Dream Theater | 3:49     |

## Izvođači

### Dream Theater
- James LaBrie – vokali
- John Petrucci – gitara
- John Myung – bas-gitara
- Mike Portnoy – bubnjevi
- Derek Sherinian – klavijature

### Dodatni izvođači
Jay Beckenstein – saksofon u pjesmi "Take Away My Pain"

## Rang na glazbenim ljestvicama
| ljestvica     | najbolji rang |
| ------------- | ------------- |
| Billboard 200 | #157          |
| Njemačka      | #59           |

## Vanjske poveznice
Službene stranice sastava Dream Theater - Once in a LIVEtime  Arhivirana inačica izvorne stranice od 12. travnja 2009. (Wayback Machine)